# Blaine (Zement)
Der Blaine-Wert ist ein standardisiertes Maß für den Grad der Feinvermahlung von Zement.
Er wird angegeben als labortechnisch mit dem Blaine-Gerät ermittelte spezifische Oberfläche (cm2/g). Standard-Portlandzement CEM I 32,5 hat etwa einen Blaine-Wert von 3000 bis 3500.
Der Blaine-Wert hat besonders Einfluss auf die Frühfestigkeit, die mit dem Zement erreicht werden kann, und auf den Wasserbedarf. Je feiner der Zement aufgemahlen ist, desto höher ist sein Wasserbedarf und desto höher darf er nach kurzer Zeit belastet werden.
Soll Zement auf erheblich höhere Werte als 3500 Blaine aufgemahlen werden, so steigen die Anforderungen an die eingesetzten Mühlen und die Separations-Technik überproportional. Frühhochfeste Zemente CEM I 42,5 oder CEM I 52,5 mit Blaine-Werten von 4000 bis 5500 kosten wesentlich mehr als „normaler“ CEM I 32,5 aufgrund des hohen maschinellen und energetischen Aufwandes zu ihrer Herstellung.
In einzelnen Fällen wurden mit extremem Aufwand Zemente mit Blaine-Werten bis zu 8000 erzeugt.
Die Messmethode ist nach dem amerikanischen Ingenieur R. L. Blaine benannt, der 1943 für das American National Bureau of Standards die Methoden von Lea und Nurse sowie die von Ridgen vereinfachte.